# 물괴
"물괴"는 2018년에 개봉한 대한민국의 영화이다.

## 캐스팅
- 김명민 : 윤겸 역
- 김인권 : 성한 역
- 이혜리 : 윤명 역
- 최우식 : 허 선전관 역
- 이경영 : 심운 역
- 박희순 : 중종 역
- 박성웅 : 진용 역
- 이도경 : 송할배 역
- 김중희 : 막개 역
- 이규복 : 모개 역
- 김강일 : 좌의정 역
- 조원희 : 우의정 역
- 윤희수 : 강녀 역
- 한소영 : 명이엄마 역
- 고서희 : 무당 역
- 백승철 : 보부상대장 역
- 성민수 : 상선 역
- 홍지윤 : 주모 역
- 수미 : 막개부인 역
- 하은 : 모개부인 역
- 장준학 : 홍길 역
- 강태영 : 인덕 역
- 길금성 : 금성 역
- 강성훈 : 착호 3 역
- 백신 : 선비 역
- 김준범 : 벼슬아치 역
- 정승배 : 소수파병조판서 역
- 이창세 : 소수파공조판서 역
- 백예현 : 백내장할머니 역
- 이연준 : 새끼무당 역
- 백주환 : 강제징집관군 역
- 강성철 : 사관 역
- 박하원 : 궁녀 역
- 추연규 : 수색대조장 3 역

## 정보
- 조선 중종시절 경복궁에 나타난 괴물에 대한 이야기이다.
- 실제로 이 내용은 중종실록에 실린 이야기이다. 역사학자들은 조선 중종 전 왕인 제 10대 연산군이 궁 안에 동물원을 만들어 잡종교배를 했다는 이야기가 있기 때문에 그 결과물일 수도 있다고 추측한다.

## 같이 보기
- 2018년 대한민국의 영화 목록